# Pieter de Bruyn
Pieter de Bruyn (ur. 1969) – południowoafrykański strongman.
Wziął udział w Mistrzostwach Świata Strongman 1999 i Mistrzostwach Świata Strongman 2000, jednak w obu nie zakwalifikował się do finału.
Wymiary:
- wzrost 193 cm
- waga 136 kg[2]

## Osiągnięcia strongman
- 1998
  - 2. miejsce - Mistrzostwa RPA Strongman
  - 5. miejsce - Mistrzostwa Świata Strongman 1998
- 1999
  - 5. miejsce - Drużynowe Mistrzostwa Świata Par Strongman 1999